# Swiss Basketball League 2018-2019
La Swiss Basketball League 2018-2019 è stata la 88ª edizione del massimo campionato svizzero di pallacanestro maschile.

## Squadre partecipanti
| Squadra              | Città     | Palazzetto                     | Capacità |
| -------------------- | --------- | ------------------------------ | -------- |
| Boncourt             | Boncourt  | Le Chaudron                    |          |
| Fribourg Olympic     | Friborgo  | Site Sportif Saint-Léonard     | 3 000    |
| Lions de Genève      | Ginevra   | Pavilion des Sports            | 2 000    |
| Lugano Tigers        | Lugano    | Istituto Elvetico              | 1 000    |
| BBC Monthey          | Monthey   | Reposieux                      | 800      |
| Pully Lausanne Foxes | Pully     | Salle Omnisport Arnold Reymond | 1 500    |
| Vevey Riviera        | Vevey     | Galeries du Rivage             | 2 800    |
| SAM Massagno         | Massagno  | Nosedo (SEM)                   | 800      |
| Starwings            | Basilea   | Sporthalle Birsfelden          | 2 000    |
| Swiss Central        | Lucerna   | Wartegg Turnhalle              | 420      |
| Neuchâtel            | Neuchâtel | La Riveraine                   | 2 500    |

## Regular season
| Pos | Squadra              | G  | V  | P  | PF   | PS   | DP   | Pt | Qualificazione                |
| --- | -------------------- | -- | -- | -- | ---- | ---- | ---- | -- | ----------------------------- |
| 1   | Lions de Genève      | 20 | 17 | 3  | 1742 | 1475 | +267 | 34 | Qualificazione al Gruppo 1–6  |
| 2   | Fribourg Olympic     | 20 | 16 | 4  | 1738 | 1468 | +270 | 32 | Qualificazione al Gruppo 1–6  |
| 3   | Union Neuchâtel      | 20 | 14 | 6  | 1576 | 1447 | +129 | 28 | Qualificazione al Gruppo 1–6  |
| 4   | SAM Massagno         | 20 | 14 | 6  | 1551 | 1468 | +83  | 28 | Qualificazione al Gruppo 1–6  |
| 5   | Monthey              | 20 | 11 | 9  | 1580 | 1520 | +60  | 22 | Qualificazione al Gruppo 1–6  |
| 6   | Riviera Lakers       | 20 | 10 | 10 | 1686 | 1712 | −26  | 20 | Qualificazione al Gruppo 1–6  |
| 7   | Boncourt             | 20 | 9  | 11 | 1627 | 1647 | −20  | 18 | Qualificazione al Gruppo 7–11 |
| 8   | Lugano Tigers        | 20 | 8  | 12 | 1659 | 1674 | −15  | 16 | Qualificazione al Gruppo 7–11 |
| 9   | Swiss Central        | 20 | 4  | 16 | 1427 | 1689 | −262 | 8  | Qualificazione al Gruppo 7–11 |
| 10  | Starwings            | 20 | 4  | 16 | 1380 | 1643 | −263 | 8  | Qualificazione al Gruppo 7–11 |
| 11  | Pully Lausanne Foxes | 20 | 3  | 17 | 1433 | 1656 | −223 | 6  | Qualificazione al Gruppo 7–11 |

### Statistiche

#### Statistiche individuali Regular Season
| Categoria   | Giocatore       | Squadra         | Statistica |
| ----------- | --------------- | --------------- | ---------- |
| Punti       | Zachary Lewis   | Boncourt        | 22.6       |
| Rimbalzi    | Jules Aw        | SAM Massagno    | 11.6       |
| Assist      | Derrick Colter  | Lions de Genève | 5.8        |
| Valutazione | Jules Aw        | SAM Massagno    | 25.1       |
| Recuperi    | Derek Jackson   | Swiss Central   | 3.2        |
| Stoppate    | Antonio Hester  | Starwings       | 1.4        |
| Palle perse | Justin Mitchell | Starwings       | 3.1        |
| 2P%         | Arnaud Cotture  | Lions de Genève | 72.9%      |
| 3P%         | Pedro Pessoa    | Riviera Lakers  | 50.0%      |
| FT%         | Raijon Kelly    | Riviera Lakers  | 90.9%      |

#### Statistiche giocatori formati in Svizzera
| Categoria   | Giocatore       | Squadra         | Statistica |
| ----------- | --------------- | --------------- | ---------- |
| Punti       | Jules Aw        | SAM Massagno    | 18.7       |
| Rimbalzi    | Jules Aw        | SAM Massagno    | 11.6       |
| Assist      | Brian Savoy     | Neuchâtel       | 4.6        |
| Valutazione | Jules Aw        | SAM Massagno    | 25.1       |
| Recuperi    | Jules Aw        | SAM Massagno    | 1.8        |
| Stoppate    | Westher Molteni | Neuchâtel       | 1.2        |
| 2P%         | Arnaud Cotture  | Lions de Genève | 72.9%      |
| 3P%         | Pedro Pessoa    | Riviera Lakers  | 50.0%      |
| FT%         | Mikaël Maruotto | BBC Monthey     | 88.6%      |

## Gruppo 1–6

### Classifica
| Pos | Squadra          | G  | V  | P  | PF   | PS   | DP   | Pt | Qualificazione            |
| --- | ---------------- | -- | -- | -- | ---- | ---- | ---- | -- | ------------------------- |
| 1   | Lions de Genève  | 20 | 17 | 3  | 1742 | 1475 | +267 | 34 | Qualificazione ai playoff |
| 2   | Fribourg Olympic | 20 | 16 | 4  | 1738 | 1468 | +270 | 32 | Qualificazione ai playoff |
| 3   | Union Neuchâtel  | 20 | 14 | 6  | 1576 | 1447 | +129 | 28 | Qualificazione ai playoff |
| 4   | SAM Massagno     | 20 | 14 | 6  | 1551 | 1468 | +83  | 28 | Qualificazione ai playoff |
| 5   | Monthey          | 20 | 11 | 9  | 1580 | 1520 | +60  | 22 | Qualificazione ai playoff |
| 6   | Riviera Lakers   | 20 | 10 | 10 | 1686 | 1712 | −26  | 20 | Qualificazione ai playoff |

## Gruppo 7–11

### Classifica
| Pos | Squadra              | G  | V | P  | PF   | PS   | DP   | Pt | Qualificazione            |
| --- | -------------------- | -- | - | -- | ---- | ---- | ---- | -- | ------------------------- |
| 1   | Boncourt             | 20 | 9 | 11 | 1627 | 1647 | −20  | 18 | Qualificazione ai playoff |
| 2   | Lugano Tigers        | 20 | 8 | 12 | 1659 | 1674 | −15  | 16 | Qualificazione ai playoff |
| 3   | Swiss Central        | 20 | 4 | 16 | 1427 | 1689 | −262 | 8  |                           |
| 4   | Starwings            | 20 | 4 | 16 | 1380 | 1643 | −263 | 8  |                           |
| 5   | Pully Lausanne Foxes | 20 | 3 | 17 | 1433 | 1656 | −223 | 6  |                           |

## Playoff
|  | Quarti di finale | Quarti di finale | Quarti di finale |                 |              | Semifinali       | Semifinali | Semifinali |  |  | Finali | Finali           | Finali |
|  |                  |                  |                  |                 |              |                  |            |            |  |  |        |                  |        |
|  | 1                | Fribourg Olympic | 3                |                 |              |                  |            |            |  |  |        |                  |        |
|  | 8                | Boncourt         | 0                |                 |              |                  |            |            |  |  |        |                  |        |
|  | 8                | Boncourt         | 0                |                 | 1            | Fribourg Olympic | 3          |            |  |  |        |                  |        |
|  |                  |                  |                  |                 | 1            | Fribourg Olympic | 3          |            |  |  |        |                  |        |
|  |                  | 5                | BBC Monthey      | 2               |              |                  |            |            |  |  |        |                  |        |
|  | 4                | 5                | BBC Monthey      | 2               | SAM Massagno | 1                |            |            |  |  |        |                  |        |
|  | 4                |                  |                  |                 | SAM Massagno | 1                |            |            |  |  |        |                  |        |
|  | 5                | BBC Monthey      | 3                |                 |              |                  |            |            |  |  |        |                  |        |
|  |                  |                  |                  |                 |              |                  |            |            |  |  | 1      | Fribourg Olympic | 3      |
|  |                  |                  | 2                | Lions de Genève | 0            |                  |            |            |  |  |        |                  |        |
|  | 2                | Lions de Genève  | 3                |                 |              |                  |            |            |  |  |        |                  |        |
|  | 7                | Lugano Tigers    | 0                |                 |              |                  |            |            |  |  |        |                  |        |
|  | 7                | Lugano Tigers    | 0                |                 | 2            | Lions de Genève  | 3          |            |  |  |        |                  |        |
|  |                  |                  |                  |                 | 2            | Lions de Genève  | 3          |            |  |  |        |                  |        |
|  |                  | 6                | Vevey Riviera    | 0               |              |                  |            |            |  |  |        |                  |        |
|  | 3                | 6                | Vevey Riviera    | 0               | Neuchâtel    | 2                |            |            |  |  |        |                  |        |
|  | 3                |                  |                  |                 | Neuchâtel    | 2                |            |            |  |  |        |                  |        |
|  | 6                | Vevey Riviera    | 3                |                 |              |                  |            |            |  |  |        |                  |        |

## Finale

### Fribourg Olympic - Lions de Genève
| Arbitri: | Sébastien Clivaz Jean-Philippe Herbert Grégoire Pillet |

|                                   |            |                                |
| Derksen 18 Touré 15 Williamson 12 | Punti      | 12 Kazadi 12 Popov 12 Humphrey |
| Jaunin 3                          | Assist     | 4 Colter                       |
| Touré 9                           | Rimbalzi   | 7 Humphrey                     |
| Petar Aleksić                     | Allenatori | Vedran Bosnić                  |

| Arbitri: | Slobodan Novaković Antoine Marmy Bosko Stojcev |

|                                       |            |                               |
| Derksen 15 Williamson 14 D. Mlađan 10 | Punti      | 29 Smith 12 Popov 9 M. Mlađan |
| Derksen 4                             | Assist     | 4 Smith                       |
| Touré 8                               | Rimbalzi   | 14 Humphrey                   |
| Petar Aleksić                         | Allenatori | Vedran Bosnić                 |

| Arbitri: | Slobodan Novaković Jean-Philippe Herbert Grégoire Pillet |

|                                    |            |                                                        |
| Humphrey 17 Colter 14 M. Mlađan 13 | Punti      | 18 Touré 14 D. Mlađan 11 Derksen, Williamson, Roberson |
| Smith 6                            | Assist     | 4 Derksen, N. Jurkovitz, Jaunin                        |
| Cotture 10                         | Rimbalzi   | 7 Williamson                                           |
| Vedran Bosnić                      | Allenatori | Petar Aleksić                                          |

## Roster campione
| Fribourg Olympic Basket Club 2018-19 | Fribourg Olympic Basket Club 2018-19 |
| Giocatori                            | Staff tecnico                        |
| ------------------------------------ | ------------------------------------ |

| N. | Naz.                                          | Ruolo | Nome              | Anno | Alt.   | Peso |  |
| -- | --------------------------------------------- | ----- | ----------------- | ---- | ------ | ---- |  |
| 0  | Svizzera (bandiera) · Serbia (bandiera)       | GA    | Dušan Mlađan      | 1986 | 198 cm |      |  |
| 2  | Svizzera (bandiera)                           | AP    | Axel Louissaint   | 1997 | 196 cm |      |  |
| 4  | Svizzera (bandiera)                           | P     | Jérémy Jaunin     | 1991 | 170 cm |      |  |
| 5  | Svizzera (bandiera)                           | AP    | Florian Steinmann | 1991 | 197 cm |      |  |
| 6  | Svizzera (bandiera)                           | A     | Paul Gravet       | 1995 | 204 cm |      |  |
| 13 | Senegal (bandiera)                            | AC    | Babacar Touré     | 1985 | 205 cm |      |  |
| 17 | Svizzera (bandiera) · Ruanda (bandiera)       | AC    | Dylan Schommer    | 1997 | 204 cm |      |  |
| 21 | Svizzera (bandiera) · RD del Congo (bandiera) | AG    | Kevin Madiamba    | 1994 | 197 cm |      |  |
| 27 | Stati Uniti (bandiera)                        | GA    | Tim Derksen       | 1993 | 192 cm |      |  |
| 22 | RD del Congo (bandiera)                       | AG    | Brandon Kuba      | 1998 | 201 cm |      |  |
| 32 | Stati Uniti (bandiera)                        | GA    | Justin Roberson   | 1993 | 181 cm |      |  |
| 50 | Stati Uniti (bandiera)                        | C     | Andre Williamson  | 1989 | 202 cm |      |  |
| 99 | Svizzera (bandiera) · Francia (bandiera)      | A     | Natan Jurkovitz   | 1995 | 202 cm |      |  |

| Allenatore                                                                  |
| - Petar Aleksić                                                             |
| Assistente/i                                                                |
| - Andrej Štimac Legenda - (C) Capitano - (IN) Inattivo - Infortunato Roster |

| Swiss Basketball League 2018-2019 |
| --------------------------------- |
| Fribourg Olympic 18º titolo       |